# Dasineura pergandei
Dasineura pergandei är en tvåvingeart som först beskrevs av Ephraim Porter Felt 1911.  Dasineura pergandei ingår i släktet Dasineura och familjen gallmyggor.
Artens utbredningsområde är Colorado. Inga underarter finns listade i Catalogue of Life.